# Satué
Satué o también denominado Xatué es una localidad española actualmente perteneciente al municipio de Sabiñánigo de donde dista cuatro kilómetros, en la provincia de Huesca. Pertenece a la comarca del Alto Gállego, en la comunidad autónoma de Aragón. En 1980 contaba con 36 habitantes y en 1991 con tan solo 7.
| 6          | 9 | 8 |
| (Fuente: ) |   |   |

## Patrimonio
Iglesia de San Andrés (Satué)